# Carme Juanós Sampé
Carme Juanós Sampé (Vilalba dels Arcs, 6 de setembre de 1912 - Orador de Glana, 10 de juny de 1944) Fou una dona republicana, militant del PSUC i exiliada a França. Col·laborà amb el Partit Comunista Francès fent d'enllaç de la Resistència durant la Segona Guerra Mundial. Va morir cremada viva a l'interior de l'esglèsia d'Orador de Glana en la massacre més gran que les tropes de les Schutzstaffel (SS) alemanyes van perpetrar a França amb la destrucció i extermini de tots els habitants del poble.

## Biografia
Carme Juanós Sampé havia nascut a Vilalba dels Arcs (Terra Alta) el 1912. Durant la II República vivia a Barcelona i amb l'esclat de la guerra civil milità en el PSUC. El febrer de 1939 va marxar a l'exili amb dues germanes, tot i que per camins diferents. A partir del juliol de 1940 es va establir a Llemotges (França) on col·laborà en el repartiment de propaganda subversiva contra els alemanys i com enllaç de la Resistència. L'any 1941 fou detinguda com a conseqüència de la caiguda del Partit Comunista Francès. Després de passar per diferents ciutats, es va establir al petit poble d'Orador de Glana, al departament de l'Alta Viena (Nova Aquitània) amb el seu company Esteban Herrero, un militant comunista procedent de Segòvia.
El 10 de juny de 1944 quatre dies després del Desembarcament de Normandia, va arribar al poble un contingent de tropes alemanyes amb ànims de venjança. Els vilatans van ser acusats de celebrar la victòria aliada i d'amagar un dipòsit d'armes de la guerrilla. Uns 200 soldats de las SS van obligar tothom a concentrar-se a la plaça. Separats per grups, els homes foren ametrallats i afusellats i les dones, criatures i vells, tancats a l'església que fou atacada amb granades de ma, i posteriorment incendiada. Tots van morir cremats vius. Després de la matança, van destruir i saquejar les cases i van intententar fer desaparèixer la majoria de cadavers
Va ser la massacre de civils més gran comesa a França. Entre les 643 persones assassinades hi havia 19 republicans, (6 homes, dues dones i 11 criatures) la majoria catalans i aragonesos. La Carme acabava de complir 32 anys i estava embarassada.

## Memòria històrica
El 1946 el General De Gaulle va decidir reconstruir l'Orador en un altre indret i conservar intactes les ruines del l'antic poble, declarant-les lloc d'interès nacional i històric com a símbol de l'horror nazi.
Dos anys abans, el 1944 l'escultor Apel·les Fenosa ja havia rebut l'encàrrec de realitzar un monument en record de les víctimes. L'artista va esculpir una gran estàtua que representava una dona nua i embarassada, amb els braços enlaire i rodejada de flames. Malauradament va despertar les reticències del bisbe i quedà en dipòsit al Museu d'Art Modern de París. No va ser fins a l'any 1999 quan es va inaugurar El Centre de la Memòria d'Oradour-sur-Glane amb els noms i la història dels màrtirs, gràcies a la insistència de Nicole Fenosa, la vídua de l'artista, finalment es va poder incorporar l'escultura.